# Michał Szulczewski (profesor)
Michał Szulczewski (ur. 26 maja 1939 w Poznaniu) – polski uczony, profesor nauk przyrodniczych. 

## Życiorys
Specjalizuje się w geologii, paleoekologii, paleontologii, sedymentologii, oraz stratygrafii. Członek korespondent krajowy Polskiej Akademii Nauk od 1994 roku, członek rzeczywisty tej instytucji od 2004 roku. Jest również członkiem Komitetu Nauk Geologicznych PAN. Pracownik Wydziału Geologii Uniwersytetu Warszawskiego, oraz Instytutu Geologii Podstawowej. Absolwent UW (kierunek geologia, rocznik 1962). Tytuł profesora nauk przyrodniczych nadano mu dwadzieścia lat później.

## Wybrane prace
Recenzent, wykonawca i promotor wielu prac z zakresu geologii w tym między innymi:
- Stromatolity jurajskie w Polsce, 1968, „Acta Geologica Polonica”, str. 18
- Przyroda w światopoglądzie Stanisława Staszica, 1998, „Prace Muzeum Ziemi”, str. 45
- Rozwój facjalny regionu kieleckiego Gór Świętokrzyskich we wczesnym etapie transgresji dewońskiej (pogranicze emsu i eiflu)
- Aspekty palinologiczne globalnych zdarzeń w późnym dewonie Polski południowej
- Ryby pancerne z dewonu Gór Świętokrzyskich
- Młodopaleozoiczna tektonika jednostki kieleckiej (Góry Świętokrzyskie)
- Stratygrafia utworów z pogranicza dewonu dolnego i środkowego w regionie łysogórskim Gór Świętokrzyskich
- Facje, konodonty i stratygrafia strontowa dolnego karbonu w regionie krakowskim
- Utwory perylitoralne i subaeralne w węglanowej sekwencji najwyższego dewonu i dolnego karbonu w rejonie Dębnika
- Stratygraficzna tabela Polski
- Ichtiolity dewońskie z Polski i Uralu oraz ich znaczenie stratygraficzne
- Sedymentacja i mikrofacje górnowizeńskich wapieni północno-wschodniego obrzeżenia Lubelskiego Zagłębia Węglowego

## Nagrody i wyróżnienia
W ciągu swojej wieloletniej kariery naukowej został uhonorowany wieloma nagrodami i wyróżnieniami, między innymi:
- Złotym Krzyżem Zasługi (1982),
- Krzyżem Kawalerskim Orderu Odrodzenia Polski (1983),
- Krzyżem Oficerskim Orderu Odrodzenia Polski (2002).